# Чуйко Степан Степанович
Чуйко Степан Степанович — сержант Національної гвардії України, відзначився у ході російського вторгнення в Україну.

## Життєпис
Народився 28 грудня 1998 в селі Тисменичани Івано-Франківської області.
Випускник Тисменичанської загальноосвітньої школи.
Студент Івано-Франківського університету нафти і газу 
З 2018-го року розпочав службу в ОЗСП "Азов". Брав участь в боях на Світлодарській дузі.
Загинув 4 березня 2022 при обороні Маріуполя. На той час командир групи швидкого реагування

## Нагороди
- орден «За мужність» III ступеня (2022, посмертно) — за особисту мужність і самовіддані дії, виявлені у захисті державного суверенітету та територіальної цілісності України, вірність військовій присязі.